# Хималајски монал
Хималајски монал (Lophophorus impejanus) је врста птице из рода монала (Lophophorus) који припада породици фазана (Phasianidae).

## Опис
Хималајски монал достиже дужину од 70 cm. Мужјак достиже тежину од 2,38 kg, а женка 2,15 kg. Перје мужјака је шарено и јарких боја, док је перје женке једнолично. Мужјаци на глави имају дугачку перјаницу. Млади мужјаци изгледом подсећају на женке.
Сезона парења траје од априла до августа, када по правилу живе у паровима. У току зиме окупљају се у велика јата.

## Распрострањеност и станиште
Хималајски монал насељава планински масив Хималаји, од источног Авганистана, преко северног Пакистана, индијских држава Кашмир, Химачал Прадеш, Утараханд, Непала, индијске државе Сиким, Бутана, индијске државе Аруначал Прадеш и јужног дела кинеске аутономне области Тибет. Могуће је да насељава и Бурму.
Станиште су му храстове и четинарске шуме, испресецане отвореним травнатим површинама на планинским падинама, литицама и планинским ливадама, на надморској висини између 2.400 и 4.500 m, најприсутнији је на надморској висини између 2.700 и 3.700 m. У току зиме се спушта на надморску висину од око 2.000 m. Добро подноси снег. У потрази за храном разгрће снег да би дошао до хране, корења биљака и бескичмењака.

## Угроженост
У неким областима, хималајски монал је угрожен због криволова и других узрока који су последица деловања човека. Приликом недавно спроведеног истраживања чији је циљ био утвђивање реакције врсте на људску активност, примећено је да је локална популација негативно реаговала на активности повезане са градњом хидроцентрале. Мужјаци хималајског монала су у индијској држави Химачал Прадеш били угрожени због лова до 1982. када је он забрањен. Они су били ловљени због перјаница које су коришћене за украшавање шешира.
У Пакистану је врста најприсутнија у провинцији Хајбер-Пахтунва, али је присутна и у долинама Каган, Палас и у самоуправној административној јединици Пакистана Азад Кашмир. Врста није угрожена у овом региону и лако може бити уочена. У неким областима густина насељености хималајског монала је 12 парова на 1 km². Главна претња по опстанак врсте у Пакистану је криволов, јер су перјанице хималајског монала и овде цењене. Верује се да онај ко их носи има висок друштвени статус, а такође су симбол ауторитета.